# Muhàmmad XIII
Muhàmmad ibn Sad az-Zaghal o Muhàmmad XIII (el Valent) fou un rei musulmà de Granada de la dinastia nassarita. En castellà se'l coneix com a "El Zagal".

## Biografia
Era fill del rei Sad ibn Alí i germà d'Abu-l-Hàssan Alí ibn Sad (Muley Hacen) que va pujar al tron el 1464 amb el suport dels Banu Sarraj. Fou governador de Màlaga però el 1470 es va revoltar i els Banu Sarraj li van donar suport. Això va portar a l'enemistat entre el rei i aquest influent clan. Muhàmmad fou sotmès al cap d'un temps a Màlaga, i en endavant fou lleial al seu germà.
Quan Muley Hacen fou expulsat de Granada pel seu fill Boabdil (1482) i es va refugiar a Màlaga, li va donar suport i els dos germans van dominar la part oriental del regne amb Almeria, mentre Boabdil dominava la part occidental amb Ronda, i fins a Granada i Guadix.
No se saben ben bé les causes per les quals Muley Hacen fou apartat del poder el 1485. Es diu que era molt vell i estava cec o que va tenir un atac cerebral que el va deixar mig paralitzat. Fos com fos el seu germà Muhàmmad XIII al-Zaghal fou proclamat rei. Es considerava legitim, ja que els caps religiosos en una fatwa de l'octubre del 1483 havien rebutjat els drets al tron de Boabdil.
El 1485 al-Zaghal va atacar Almeria d'on Boabdil va fugir i es va refugiar a Còrdova que era territori castellà. Els Reis Catòlics (el matrimoni que regia a Castella i a Catalunya-Aragó) el van reconèixer com a rei a Vélez-Blanco. Va esclatar la guerra civil que va durar 50 dies i finalment es va decidir un repartiment del regne (principis de 1486): Muhàmmad XIII tindria l'Alhambra, Almeria, Màlaga, Vélez-Màlaga, Almuñécar i les Alpujarras; Boadil es quedava amb el barri de l'Albaicín i la major part de Granada, i Loja. Aquest tractat no fou aprovat pels Reis Catòlics que van ocupar Cártama, Ronda, Marbella, i van assetjar Loja; Boabdil va anar en defensa de la ciutat però fou derrotat i va resultar ferit prop de Loja que fou ocupada pels castellans junt amb Moclín. La fortalesa de Loja, on Boabdil s'havia refugiat, es va haver de rendir (26 de maig de 1486). Els castellans li van retirar el títol de rei però li van donar el de duc de Guadix amb la condició de fer la guerra al seu oncle al-Zaghal contra el que els castellans van seguir la guerra. Aprofitant un atac castellà a Vélez-Màlaga, ciutat que al-Zaghal va anar a defensar, Boabdil es va apoderar de l'Alhambra i es va proclamar rei únic.
Al-Zaghal va seguir la lluita. Dominava Guadix, Almeria i Màlaga i altres ciutats menors. Aquesta darrera fou assetjada pels castellans el 1487 i al-Zaghal fou derrotat; finalment la ciutat es va haver de rendir (19 d'agost) i va seguir poc després Alhaurín. El 1488 fou ocupada Vera. El 1489 fou ocupada Guadix (abril), Purchena, Almuñécar i Salobreña i assetjada Baza defensada per Sidi Yahya, i finalment ocupada (4 de desembre) després de sis mesos. El 10 de desembre al-Zaghal es va sotmetre a canvi d'un petit principat a les Alpujarres. El mateix dia Almeria va negociar la rendició que es va formalitzar el 22 de desembre. El 1490 va vendre les seves possessions i es va embarcar cap a Orà.